# Paimensaari (ö i Södra Karelen, Villmanstrand, lat 61,21, long 27,67)
Paimensaari är en ö i Finland. Den ligger i sjön Kuolimo och i kommunen Savitaipale i den ekonomiska regionen  Villmanstrands ekonomiska region  och landskapet Södra Karelen, i den södra delen av landet, 190 km nordost om huvudstaden Helsingfors. Öns area är 41,7 hektar och dess största längd är 1,4 kilometer i nord-sydlig riktning.